# Velio Carratoni
Velio Carratoni (Littoria, 22 agosto 1942) è un giornalista, critico musicale, scrittore ed editore italiano.

## Biografia
Nel 1962, incomincia la sua attività di critico, collaborando a quotidiani e settimanali.
Tra questi La Fiera Letteraria, diretta da Diego Fabbri, con recensioni, interviste, inchieste di critica musicale. Questi alcuni titoli: La riforma di Gluck e gli esteti del Settecento musicale, Puccini e il suo ambiente artistico, Wagner il dominatore, Tra Simbolismo e impressionismo – Debussy, Dal Neoclassicismo alla Nuova Musica ecc.
Autori intervistati: Roman Vlad, Vieri Tosatti, Franco Mannino, Virgilio Mortari, Renzo Rossellini, Franco Capuana, Pietro Argento, Massimo Freccia, Carlo Marinelli, Severino Gazzelloni, Bruna Rizzoli ecc.
Molti degli interventi trattati sono stati raccolti in volume.
Nel 1963 viene iscritto all'Albo dei Giornalisti, elenco pubblicisti.
Si laurea in Lettere Moderne presso l'Università degli studi di Roma "La Sapienza" con una tesi sulla Critica letteraria e la terza pagina negli anni Trenta (relatore Mario Costanzo Beccaria).

## Attività pubblicistica
Nel 1968 Velio Carratoni collabora al Pensiero Nazionale, rivista diretta da Stanis Ruinas. Si occupa di argomenti di attualità e di televisione: programmi e realizzazioni. Nelle sue cronache si parla di politica, di attori come Totò, Sophia Loren, Aldo Fabrizi, di pornografia, tribuna politica, di Herbert Marcuse, Caryl Chessman, Giulia Lazzarini, Raffaele Pisu, canzoni, Ercole Patti, Paolo VI, Flora Volpini, Napoli Milionaria!, di alcuni mali della scuola, dell'infanzia abbandonata, Il processo di Verona, Basta con gli ospiti d'onore, Di altri mali della scuola, Alla radice dei mali della scuola, Di Pio XII, Di Noschese Millevoci, Di Fatti di estrema gravità da chiarire, Di Giovani allo sbaraglio a causa di certa scuola privata, Di Piaghe della scuola privata, Di Franco Mannino: “Sono più attaccato alle mie composizioni meno riuscite”, Basta con le repliche, Anna dei miracoli, Di Capziosità e ambiguità della scuola privata, De Le iniziative di Sullo e i mali della scuola, Di Progresso e regresso nel Sud, Di tipici esempi di monopolisti della scuola privata, Di monopolisti affaristi e uomini di scuola, Doppifondi di certe scuole private, Di Amedeo Nazzari.
Nel 1971 fonda la rivista Fermenti, con annessa casa editrice, di cui è anche direttore responsabile.
La rivista ha come scopo il dibattere problematiche contemporanee, dando risalto alla critica del costume e della cultura. Un'attenzione particolare viene attribuita alle arti figurative, visive e allo spettacolo.
Alcuni degli articoli pubblicati su Fermenti: Suicidio della bellezza,Ecocidio, Critica letteraria/terza pagina, anni Trenta, De profundis per la "Fiera", Poeta dissanguato, Su Emanuele Pandolfini",Moana: prostituta dell'immagine, Il tempo dei buoni amici e altro, Santa subito (Ma almeno Wanna Marchi aveva comunicativa).
Alcuni fra i personaggi della cultura intervistati per la rivista: Ercole Patti, Gino Raya, Dario Bellezza, Adele Cambria e Gabriella Parca,  Dacia Maraini,   Ugo Moretti, Enzo Brunori, Alberto Frattini.
Nel 2011 da animatore culturale celebra il quarantennale della nascita della testata. Tra i suoi collaboratori nomi significativi del mondo delle lettere e della scrittura: Francesco Muzzioli, Marcello Carlino, Mario Lunetta, Marzio Pieri, Vitaldo Conte, Giovanni Fontana, Gualberto Alvino, Gualtiero De Santi, Giorgio Bárberi Squarotti, Crescenzio Sangiglio, Vito Riviello, Dario Bellezza, Stefano Lanuzza, Giorgio Patrizi, Gemma Forti, Sergio D'Amaro, Alberto Artosi, Italo Scotti, Giovanni Baldaccini, Maurizio Nocera, Marco Palladini, Pippo Di Marca e molti altri.

## Opere
- Mara, 1971 (entrato nella rosa dei finalisti al Premio Viareggio), Fermenti;
- Da Gluck alla nuova musica, 1972, Gesualdi;[1]
- Un mondo di carne, 1981, Fermenti;
- Bolgia e cinguettio, 1990, Fermenti;
- Vendette d'amore, 1996, Fermenti;
- Le Grazie Brune, 2003, Fermenti, ISBN 978-88-87959-66-6;
- Il Sorriso Funesto, 2003, Fermenti, ISBN 978-88-87959-65-9;
- Hai usato il suo corpo, 2009, Fermenti, ISBN 978-88-89934-42-5.
- Passive perlustrazioni, 2018, Fermenti, ISBN 978-88-87959-97-0.
- Paura della bellezza, 2019, Fermenti, ISBN 978-88-94978-09-4.
- All'impazzata. Alla ricerca dei rebus degenerativi, 2023, Fermenti, ISBN 978-88-94978-52-0.

Volumi di cui ha curato la pubblicazione:
- Canti famisti, 1981, Fermenti;
- Omaggio a Piazzolla, 1993, Fondazione Piazzolla.

### Alcuni giudizi critici
(Ercole Patti, su Mara)
(Mario Lunetta, su Le Grazie Brune)
(Renzo Paris, su Le Grazie Brune)
(Giorgio Barberi Squarotti, su Il sorriso funesto)

## Attività editoriale
Come editore pubblica nelle collane della Fermenti Editrice insigni diversi autori di narrativa, poesia, saggistica tra cui Mario Verdone, Mario Lunetta, Giovanni Fontana, Stefano Lanuzza, Lamberto Pignotti, Mariella Bettarini, Cristanziano Serricchio, Dario Bellezza, Renzo Paris, Marcello Landi, Franco Cavallo, Giuseppe Favati, Francesco Muzzioli, Marino Piazzolla, Gualberto Alvino e altri.

## Attività nell'ambito della Fondazione Marino Piazzolla
Nel 1985, per volontà testamentaria del Fondatore, viene inserito nel consiglio della Fondazione Marino Piazzolla.
Nel 2000 viene eletto Presidente della stessa.
Varie sono le iniziative che promuove e progetta, come l'assegnazione di borse di studio, premi per opere prime a promettenti giovani autori. Organizza, coadiuvato dal Consiglio di Amministrazione, incontri dal vivo con autori su esponenti della poesia e della cultura.
Nel 2010, centenario della nascita del poeta Marino Piazzolla, ha fatto parte, assieme a Gualtiero De Santi, Giorgio Bàrberi Squarotti e Gemma Forti del comitato scientifico che si è occupato di organizzare le celebrazioni, tenutesi presso l'Università degli Studi di Urbino "Carlo Bo" (Convegno tenutosi il 20-21 aprile 2010) e la Biblioteca Nazionale Centrale di Roma (Giornata di studi tenutasi il 12 maggio 2010).
Ha effettuato ricerche per riproporre testimonianze sulla filosofa María Zambrano, dopo cinquant'anni dalla sua permanenza a Roma.
Ha inoltre organizzato e istruito gli addetti per il recupero presso Radio France, la Radio Nazionale Francese, delle interviste rilasciate da Marino Piazzolla e trasmesse nei giorni 2-5 maggio 1978 e 26-30 giugno 1978, nel programma Les chemins de la connaissance (a cura di Olivier Germain-Thomas, Estelle Schlegel) sul canale "France Culture", con il titolo La marche à l'etoile: le monde du poète Marino Piazzolla.
Come Presidente della Fondazione Marino Piazzolla, dal 2000 al 2008 ha collaborato per la sezione ingiustamente dimenticati con il Premio Feronia-Città di Fiano, presieduta da Filippo Bettini. Tra gli autori che sono stati così riproposti: Giuseppe Guglielmi (Essere e non Avere), Velso Mucci (Tempo e Maree).
Velio Carratoni ha fatto parte, inoltre, della giuria del Premio "Città di Penne", nella sezione dedidata a Marino Piazzolla. Tra gli autori premiati: Bianca Maria Frabotta, Gianluca Di Stefano, Franco Buffoni, Dante Troisi, Giorgio Vigolo, Giuseppe Guglielmi, Elio Pagliarani, Massimo Ferretti, Edoardo Cacciatore, Germano Lombardi.
Ha contribuito all'assegnazione biennale di tesi di laurea e di dottorato con il Centro Nazionale di Studi Leopardiani, in collaborazione con l'Università degli Studi di Macerata e i comuni di Recanati e San Severo e la Fondazione Marino Piazzolla.
Per conto della Fondazione ha istituito e promosso archivio audio e video delle iniziative promosse dalla Fondazione stessa.
Velio Carratoni in qualità di direttore responsabile della rivista Fermenti ha incrementato un'attiva collaborazione con la Fondazione Piazzolla, citando e trattando iniziative, avvenimenti e altro, previsti dallo statuto.
Grazie alla collaborazione promossa e incrementata tra la Biblioteca Nazionale Centrale di Roma e la Fondazione, Velio Carratoni ha determinato e istituito la costituzione del Fondo Piazzolla relativo alle carte, ai libri e ad altro lasciato dal poeta.